# شهرستان شهر سبز
ناحیهٔ شهر سبز (به ازبکی: Shakhrisabz District) یک منطقهٔ مسکونی در ازبکستان است که در ولایت کشک‌دریا واقع شده‌است.